# 舒比延
舒比延（Shupiyan），是印度查谟和克什米尔紹皮恩縣的一个城镇。总人口10,360（2011年）。

## 人口
2011年人口10,360人，其中男性6366人，女性6030人；0—6岁人口1355人，其中男672人，女683人。